# Agrochola paradoxa
Agrochola paradoxa är en fjärilsart som beskrevs av Edward Alfred Cockayne 1951. Agrochola paradoxa ingår i släktet Agrochola och familjen nattflyn. Inga underarter finns listade i Catalogue of Life.